# Allen Covert
Allen Stephen Covert (West Palm Beach, 13 de outubro de 1964) é um ator, roteirista, produtor e comediante norte-americano. Conhecido por estrelar o filme Grandma's Boy (2006) e pelas diversas participações que faz nos filmes do amigo Adam Sandler, que ele conheceu nos tempos de colégio.
Ao lado de Sandler, ele já atuou em filmes como  Happy Gilmore (1996), The Wedding Singer (1998), Big Daddy (1999), Little Nicky (2000), Mr. Deeds (2002), Anger Management (2003), 50 First Dates (2004) e Just Go with It (2011). Quando não está atuando, Covert é geralmente co-produtor ou roteirista dos filmes da Happy Madison.
Covert também apareceu como ele mesmo, junto com Sandler, em um episódio da série de televisão Undeclared. O criador do programa, Judd Apatow, é outro amigo e ex-colega de classe de Covert e Sandler.
Covert também é cofundador da Cherry Tree Books, uma editora de eBooks para crianças.

## Filmografia
Como ator
- Going Overboard (1989)
- Airheads (1994)
- Billy Madison (1995)
- Heavyweights (1995)
- Happy Gilmore (1996)
- The Cable Guy (1996) (não creditado)
- Bulletproof (1996)
- The Wedding Singer (1998)
- The Waterboy (1998)
- Never Been Kissed (1999)
- Late Last Night (1999)
- Freaks and Geeks (1999)
- Big Daddy (1999)
- Deuce Bigalow: Male Gigolo (1999)
- Little Nicky (2000)
- Undeclared (2001) (não creditado)
- Mr. Deeds (2002)
- Eight Crazy Nights (2002)  (voz)
- Anger Management (2003)
- The King of Queens (2004, 2007) (TV)
- 50 First Dates (2004)
- The Longest Yard (2005)
- Grandma's Boy (2006)
- I Now Pronounce You Chuck and Larry (2007)
- Strange Wilderness (2008)
- The House Bunny (2008)
- Bedtime Stories (2008)
- Paul Blart: Mall Cop (2009)
- Just Go with It (2011)
- Jack and Jill (2011)
- Hotel Transylvania (2012)(vozes adicionais)
- Grown Ups 2 (2013)
- Blended (2014)
- Pixels (2015)
- Hotel Transylvania 2 (2015) (voz)
- Sandy Wexler (2017)
- Murder Mystery (2019)

Como roteirista
- Big Daddy (1999)
- Eight Crazy Nights (2002)
- 50 First Dates (2004)
- Grandma's Boy (2006)
- The Benchwarmers (2006)
- Grown Ups (2010)
- Bucky Larson: Born to Be a Star (2011)

Como produtor
- Going Overboard (1989)
- Big Daddy (1999)
- Little Nicky (2000)
- Mr. Deeds (2002)
- Eight Crazy Nights (2002)
- Anger Management (2003)
- The Longest Yard (2005)
- Grandma's Boy (2006)
- I Now Pronounce You Chuck and Larry (2007)
- The House Bunny (2008)
- Grown Ups (2010)
- Just Go with It (2011)
- Bucky Larson: Born to Be a Star (2011)
- Jack and Jill (2011)
- That's My Boy (2012)
- Grown Ups 2 (2013)
- Blended (2014)
- Pixels (2015)
- Hotel Transylvania 2 (2015)
- The Ridiculous 6 (2015)
- The Do-Over (2016)
- Sandy Wexler (2017)
- Father of the Year (2018)